# 纤毛鹅观草
纤毛鹅观草（学名：Roegneria ciliaris）为禾本科鹅观草属下的一个种。

## 扩展阅读
維基物種上的相關：纤毛鹅观草